# 綏稜駅
綏稜駅（すいりょうえき）は、中華人民共和国黒竜江省綏化市綏稜県に位置する浜北線の駅。

## 歴史
- 1929年　開業。

## 隣の駅
中華人民共和国鉄道部
浜北線
四方台駅 - 綏稜駅 - 東辺井駅
座標: 北緯47度14分52秒 東経127度04分37秒 / 北緯47.2477度 東経127.0769度